# Nowy Kurier Warszawski
Nowy Kurier Warszawski — ежедневная газета, информационно-пропагандистское издание генерал-губернаторства, издававшееся во время Второй мировой войны.

## История

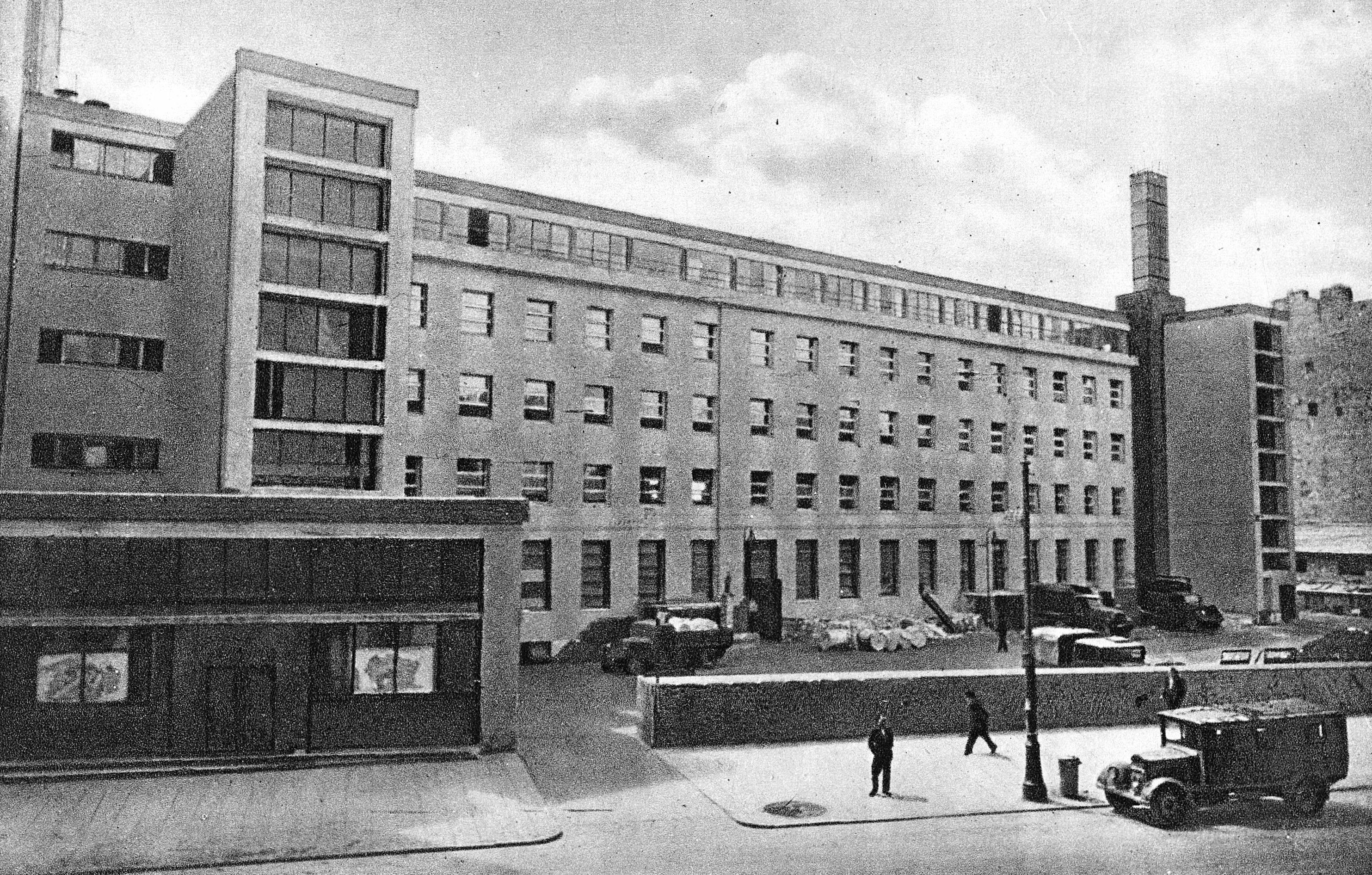
Дом прессы в Варшаве, в котором во время немецкой оккупации находились редакция и типография газеты

После немецкой оккупации Польши в сентябре 1939 года издание довоенных польских печатных изданий было запрещено, типографии перешли в ведение немецкой оккупационной администрации. 
В ноябре 1939 года в Доме печати на улице Маршалковская началось издание газеты "Nowy Kurier Warszawski" для населения генерал-губернаторства, в которой публиковались официальные распоряжения немецких оккупационных властей, а также пропагандистские материалы.
16 ноября 1939 года в Варшаве было совершено нападение на патруль сформированной немцами "польской полиции генерал-губернаторства" (по двум полицейским был открыт огонь, в результате один из них был убит). После этого немцы взяли в заложники 53 жителя Варшавы и потребовали от горожан выдать или назвать человека, совершившего нападение на полицейских. Поскольку нападавший остался неустановленным, 30 ноября 1939 года всех 53 заложников расстреляли, информация об этом была опубликована в выпущенном 30 ноября 1939 года номере газеты (хотя ежедневный выпуск газеты начался с 11 декабря 1939 года).
После того, как 16 октября 1942 года на пяти виселицах в разных районах Варшавы немцами были публично повешены 50 заключённых тюрьмы Павяк, 24 октября 1942 боевая группа Гвардии Людовой, которой командовал Мечислав Фершт («Млот»), атаковала редакцию газеты, в результате взрыва были повреждены ротационные машины.
1 августа 1944 года, в первый день Варшавского восстания Дом печати был атакован повстанцами, и в дальнейшем газета печаталась в Лодзи.